# X-Men: Destiny
 (octobre 2019).
Si vous disposez d'ouvrages ou d'articles de référence ou si vous connaissez des sites web de qualité traitant du thème abordé ici, merci de compléter l'article en donnant les références utiles à sa vérifiabilité et en les liant à la section « Notes et références ».
X-Men: Destiny est un jeu vidéo de rôle sur les X-Men sorti le 27 septembre 2011 en Amérique du Nord et le 30 septembre 2011 en Europe sur les consoles Xbox 360, PlayStation 3, Wii et Nintendo DS. Le jeu a été développé par Silicon Knights et édité par Activision. Le scénario du jeu a été écrit par Mike Carey, un scénariste de comics habitué à l'univers des X-Men.